# Pandurensteig
Der Pandurensteig ist ein Fernwanderweg von 173 km Länge zwischen Waldmünchen und Passau und führt in mehreren Etappen durch den Oberpfälzer Wald und den Bayerischen Wald. Der Steig soll an die Route, die die Panduren 1742 durch den Bayerischen Wald bei ihrem Feldzug im Österreichischen Erbfolgekrieg eingeschlagen haben, erinnern.

## Die Etappen
1. Etappe: Waldmünchen – Cham (23 km)
2. Etappe: Cham – Prackenbach (32 km)
3. Etappe: Prackenbach – Patersdorf (18 km)
4. Etappe: Patersdorf – Rinchnach (24 km)
5. Etappe: Rinchnach – Spiegelau (17 km)
6. Etappe: Spiegelau – Perlesreut (26 km)
7. Etappe: Perlesreut – Fürsteneck (15 km)
8. Etappe: Fürsteneck – Passau (19 km)

## Die Markierung
Der Wanderweg ist durch einen Säbel auf rotem Hintergrund markiert, eine Andeutung auf die klassische Waffe der Panduren.